# Gondoschlucht

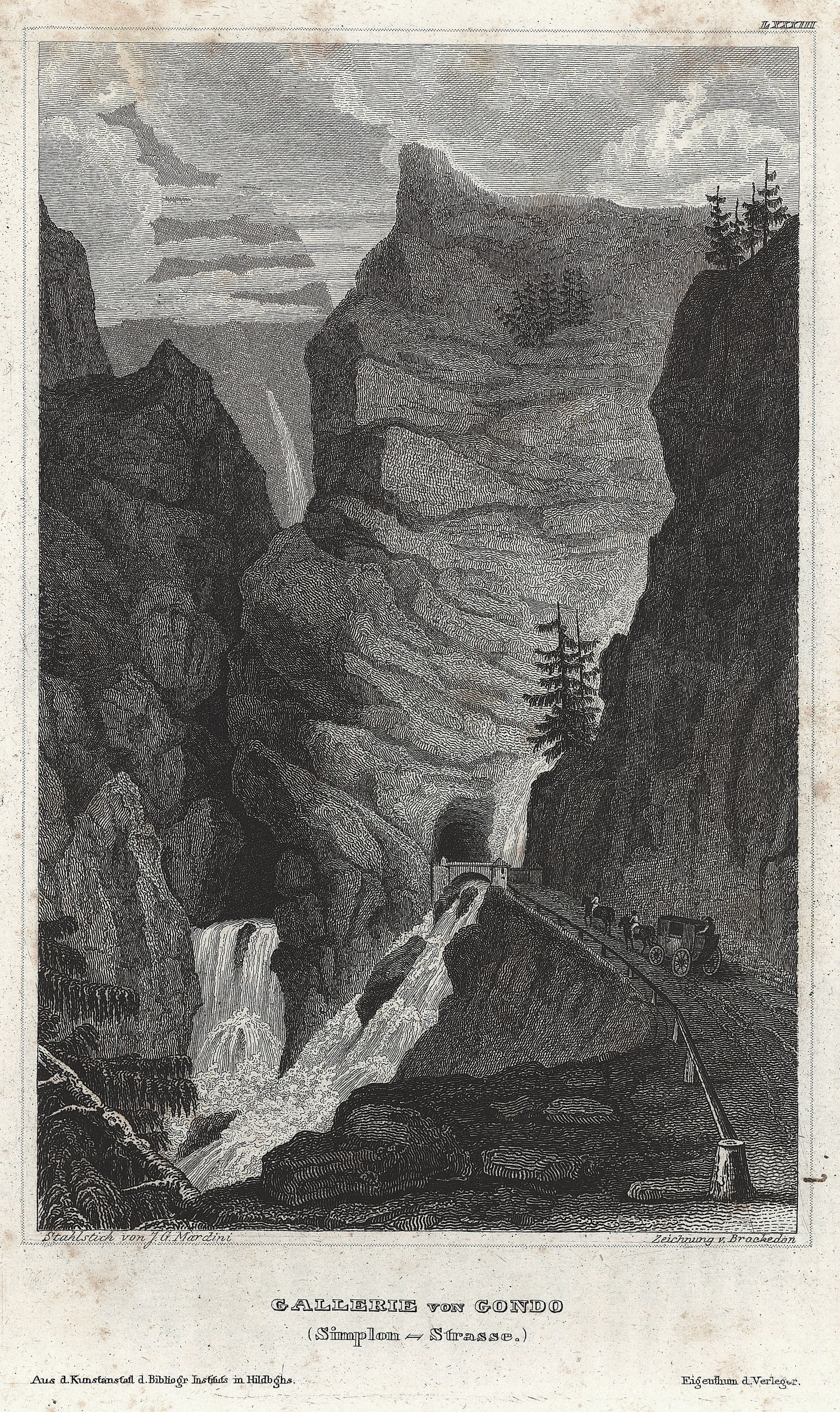
Blick in die Schlucht mit der Straße, ca. 1835

Die Gondoschlucht ist ein tiefer, von der Diveria durchflossener Einschnitt zwischen dem Weiler Gabi in der Gemeinde Simplon und Gondo im Schweizer Kanton Wallis.

## Geographie

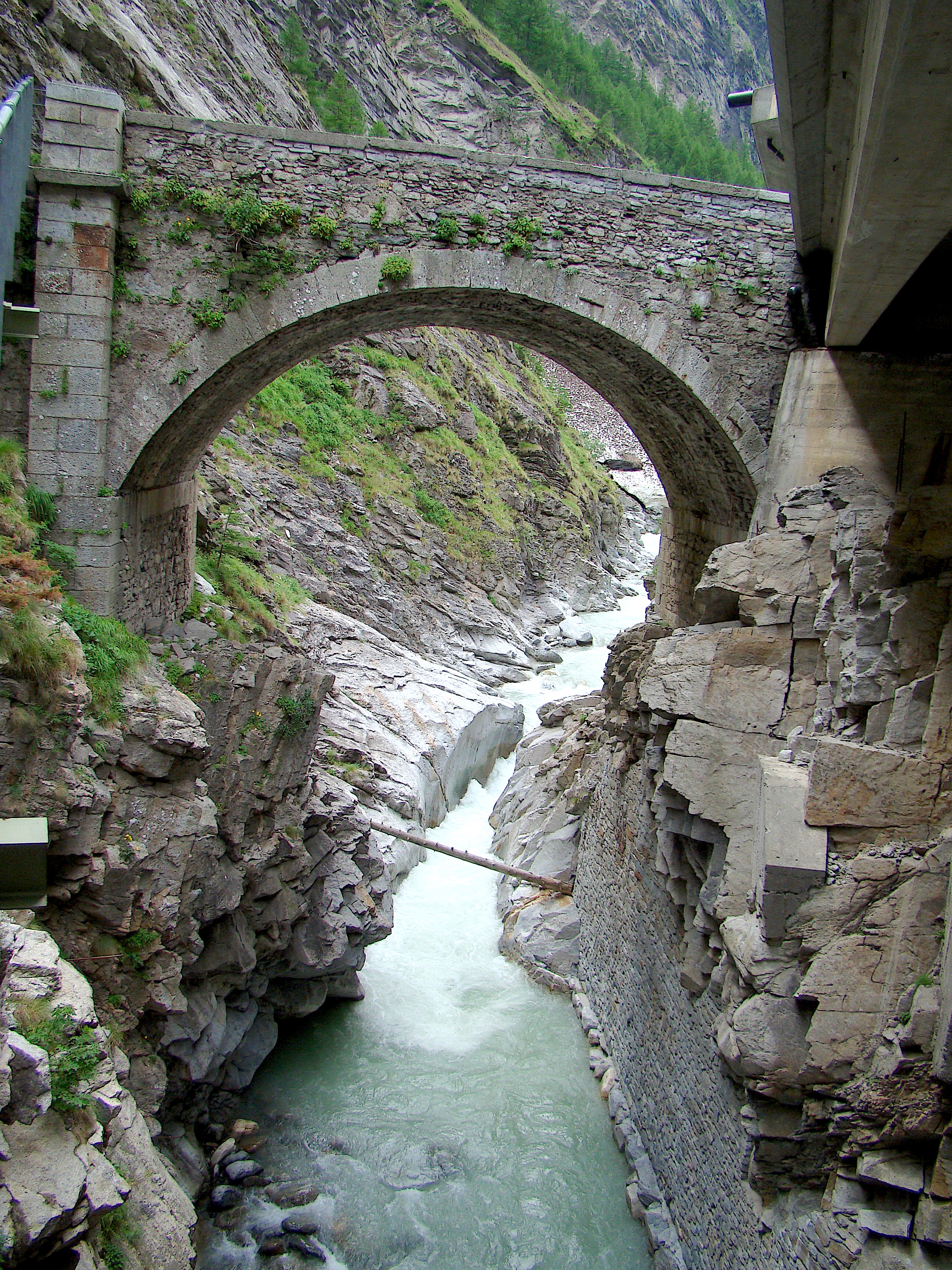
Ponte Alto («Hohstäg»): Erst in der Zeit zwischen 1850 und 1880 wurde unter dem damaligen Kantonsingenieur Ignaz Venetz die napoleonische hölzerne Brückenbahn durch einen Mauerbogen ersetzt.

Die Gondoschlucht ist ca. 5 km lang. Ihre Hänge sind derart steil, dass die Schlucht zur Zeit der Säumer nicht durchquert werden konnte. Stattdessen marschierten die Säumer von Gabi über den Furggu (Pass) ins Zwischbergental und von dort hinunter nach Gondo. Erst auf Anordnung Napoleons wurde 1801–1805 über den Simplonpass und durch die Gondoschlucht eine Strasse gebaut.
Am westlichen Eingang zur Gondoschlucht befindet sich ein von Kaspar Stockalper nicht fertiggestellter Turm, die Festung in der Klus. In einem Türsturz der Ruine ist die Jahreszahl «1676» eingemeisselt. Der Turm wäre auf dem Säumerweg über den Simplonpass neben dem Alten Hospiz und dem Stockalperturm in Gondo ein dritter Umschlagplatz geworden. In der aus Napoleons Zeiten stammenden Alten Kaserne ist heute ein Museum, das die Geschichte des Simplonpasses zeigt, eingerichtet. Der östliche Eingang in die Gondoschlucht wurde im Ersten und im Zweiten Weltkrieg durch das Fort Gondo befestigt. Die Gondoschlucht kann heute auf dem Stockalperweg zu Fuss durchquert werde.

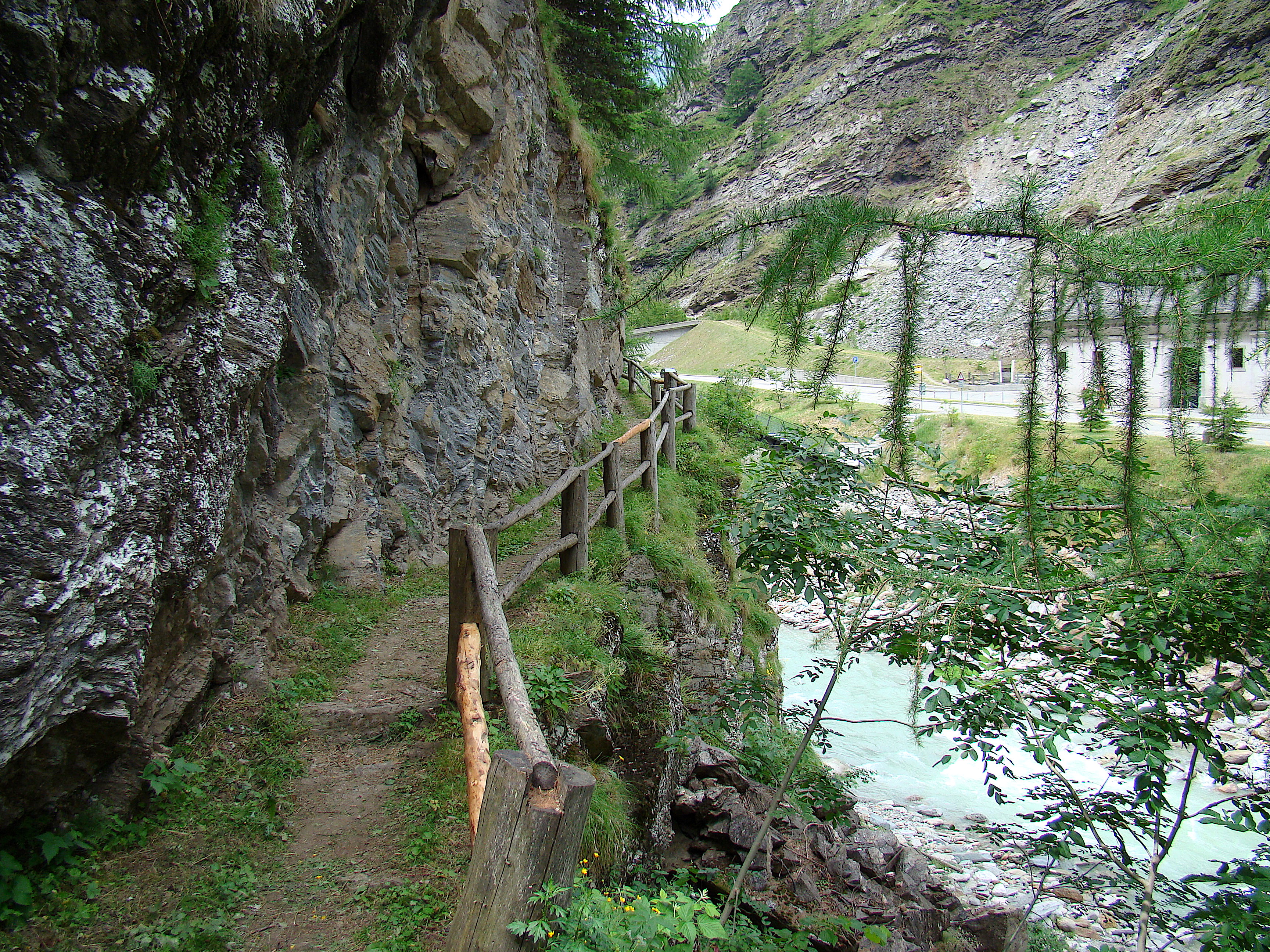
Der Stockalperweg in der Gondoschlucht. Rechts im Bild: die Alte Kaserne